# 奥野浩次
奥野 浩次（おくのこうじ、1984年7月20 - ）は、日本のフォトグラファー、ライター、弓道写真家。

## 人物・略歴
三重県津市出身。父親の仕事の関係でアメリカ合衆国オハイオ州で幼少期を過ごす。中部大学卒。専門学校や写真に関連する企業等での在籍はなく、写真は独学。世界で唯一の弓道写真家(2021年10月現在) として弓道の普及活動を行っている。自身は2021年10月時点で弓道五段。
国内だけではなく海外でも活動の幅を広げており、2019年にオーストラリア在メルボルン日本国総領事館内に於いて海外初の弓道の展示会「Art of Japanese Archery」にて写真の展示、現地弓道会の視察並びに指導を行なっている。
2021年よりTBSテレビ「炎の体育会TV」弓道企画にて弓道解説者として出演。2022年6月18日放送回にて同企画が約一年ぶりに復活し、その際にも奥野は解説者として出演。武道では一般的に使用されることが少ない用語が多いものの、解説では弓道や武道の知識がない視聴者にも理解しやすい言葉選びをしており、写真家としてだけではなく解説者としても一定以上の評価を得ている。

## 作風
色鮮やかなカラー写真を幾つか発表しているものの、コントラストの強い特徴的なモノクロ写真が代名詞とも言える。2022年10月より開催した母校の中部大学に於ける「現代弓道の姿」展では作品を和紙にプリントした独特の世界観を確立。中日新聞近郊版にて展示や作品の様子が掲載された。

## メディア出演
テレビ
- 炎の体育会TV（TBS）

## 受賞歴
2017年WEBフォトコンテスト　　メーカー賞